# Pavel Svítil
Pavel Svítil (* 20. října 1955) je český lékař, bývalý československý politik, po sametové revoluci poslanec Sněmovny lidu za Občanské fórum.

## Biografie
V listopadu 1989 se podílel na vzniku Občanského fóra v Jihlavě. Profesně je k roku 1990 uváděn jako lékař.
V lednu 1990 zasedl v rámci procesu kooptací do Federálního shromáždění po sametové revoluci do Sněmovny lidu (volební obvod č. 109 – Žďár nad Sázavou-Jihlava, Jihomoravský kraj) jako bezpartijní poslanec, respektive poslanec za Občanské fórum. Ve Federálním shromáždění setrval do svobodných voleb roku 1990.
V 90. letech se zmiňuje coby kardiolog a primář Nemocnice Jihlava. Od roku 1993 byl členem pobočky Rotary klubu v Jihlavě.